# Antheraea pratti
Antheraea pratti är en fjärilsart som beskrevs av Eugène Louis Bouvier 1928. Antheraea pratti ingår i släktet Antheraea och familjen påfågelsspinnare. Inga underarter finns listade i Catalogue of Life.